# Radu cel Mare
Radu cel Mare (n. 1467, Transilvania, Regatul Ungariei – d. 25 aprilie 1508) a fost domn al Țării Românești din septembrie 1495 până în aprilie 1508.

## Date biografice
Născut în 1467, fiu al lui Vlad Călugărul, și al Radei (călugărită Samonida) a domnit împreună cu tatăl său în 1492 și apoi l-a succedat după 8 septembrie 1495. Domnia lui Radu cel Mare s-a remarcat prin pace, relativă prosperitate și progres cultural. Deși Radu a crescut tributul plătit Porții Otomane de la 8000 la 12.000 de galbeni anual, pe care i-a livrat personal la Istanbul sultanului Baiazid al II-lea între 1500 și 1507, acești bani au fost bine cheltuiți, asigurând țării și domnului ei securitatea și accesul la vasta piață otomană. Radu a fost un iscusit diplomat și în relațiile cu Ungaria și cu sașii transilvăneni, și a avut bune relații cu marele său omolog și contemporan din Moldova - Ștefan cel Mare. Un mic contigent muntean trimis de Radu Vodă (numărând aparent câteva sute), alături de unul de 2000 de turci, au luptat alături de oastea moldoveană a lui Ștefan cel Mare împotriva armatei regelui Poloniei Ioan I Albert la Codrii Cosminului în octombrie 1497. Radu a fost cel care a mediat pacea din 1503 de la Seghedin (Szeged) dintre Imperiul Otoman și Regatul Ungariei. Și pe plan intern el a fost un conducător înțelept și abil reușind să controleze tendințele centrifuge ale marii boierimi, în special ale puternicului clan al Craioveștilor care domina viața politică în Oltenia.
Radu cel Mare a fost și un remarcabil protector al vieții religioase și culturale, la curtea lui găsind adăpost și sprijin patriarhul ecumenic Nifon al II-lea, cel care a inițiat reforma bisericii valahe și care a ocupat între 1502 și 1505 și funcția de mitropolit al Ungrovlahiei (numele uzual în documentele slavone, latine și grecești ale epocii al Țării Românești). Nifon a fost urmat în scaunul patriarhal de Maxim Brancovici (despotul sârb domnind la nord de Dunăre și Sava 1486-1496 care apoi s-a călugărit, canonizat de biserica sârbă și, după 1513, a fost și mitropolit al Belgradului) care a păstorit și el Țara Românească din 1505 până în 1509. Dealtfel și Nifon a fost sanctificat de Biserica Ortodoxă (Patriarhia ecumenică și BOR). Radu cel Mare, ca și tatăl său Vlad Călugărul, a fost puternic implicat în viața religioasă a tuturor creștinilor din Imperiul Otoman (expresie a fenomenului de rezistență culturală frumos numit de Nicolae Iorga „Bizanțul după Bizanț”) și a făcut donații generoase pentru multe mânăstiri de la Muntele Athos, Ierusalim și pentru ctitoria împăratului Justinian din Sinai - mânăstirea Sf. Ecaterina.
Singurele evenimente militare s-au consumat în 1507 când Radu Vodă a dat sprijin unui rebel și pretendent la tron moldovean - Roman de Coșereni care în 1507 a atacat și prădat ținutul Putnei (acum parte din județul Vrancea) atrăgând riposta violentă a domnului moldovean Bogdan al III-lea, care a devastat la rându-i zona Râmnicu Sărat. În cele din urmă conflictul a fost aplanat prin medierea mitropolitului Maxim Brancovici.
Cinci dintre fiii lui Radu cel Mare au fost domni ai Țării Românești.
În timpul domniei sale a fost tipărit de către călugărul sârb Macarie (refugiat in 1499 din Cetina, Muntenegru) Liturghierul (1508), în limba slavonă, care este prima carte tipărită în Țara Românească., 
Radu cel Mare este înmormântat la Mănăstirea Dealu, lângă Târgoviște, principala sa ctitorie. Radu a început și construcția bisericii mitropolitane „Înălțarea Domnului” din Târgoviște, terminată în 1520 de Neagoe Basarab.

### Familia
A fost căsătorit (cca 1494-95) cu doamna Cătălina Crnojevic (numită în alte surse și "din Sărata"), sora ultimului despot sârb al Zetei (Muntenegru), Gheorghe Crnojevic. Cei 2 au avut 5 copii (pe cât se poate întrevedea din documentele rămase disponibile):
- Vlad Vintilă (n.  ? – d. 10 iunie 1535)
- Radu Paisie (n.  cca. 1500, București – d. 1545, Alexandria) - descendența lui domnească e pusă sub semnul întrebării în alte surse
- Mircea Ciobanul (n.  ? – d. 21 septembrie 1559, București)
- Cărstina, se căsătorește cu Stanciul din Bratovoești mare spătar 1559, mort în 1577
- Ana
- Boba, se căsătorește cu Monce, jupân și logofăt, omorât de către Vintilă

A mai avut și doi fii nelegitimi:
- Radu de la Afumați (n.  ? – d. 2 ianuarie 1529, Cioroiași)
- Radu Bădica (n.  ? – d. 19 ianuarie 1524)

## Galerie de imagini

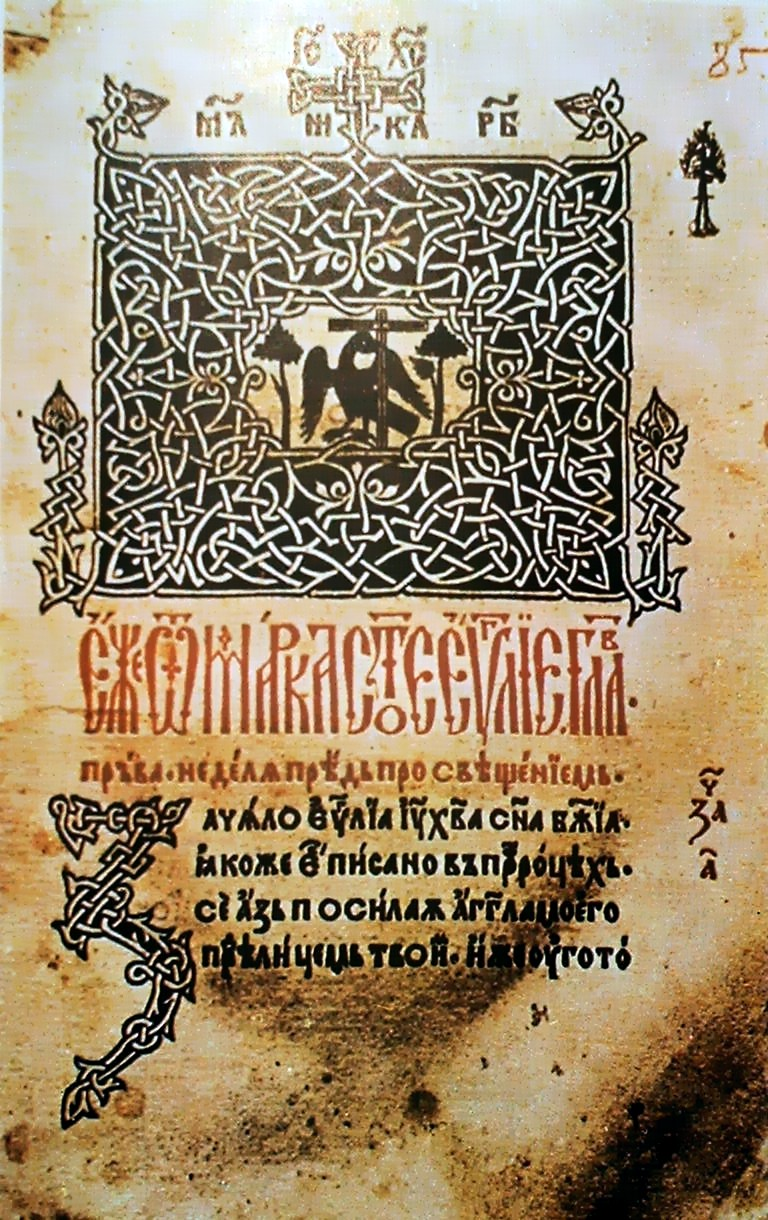
Prima pagină a Liturghierului slavon
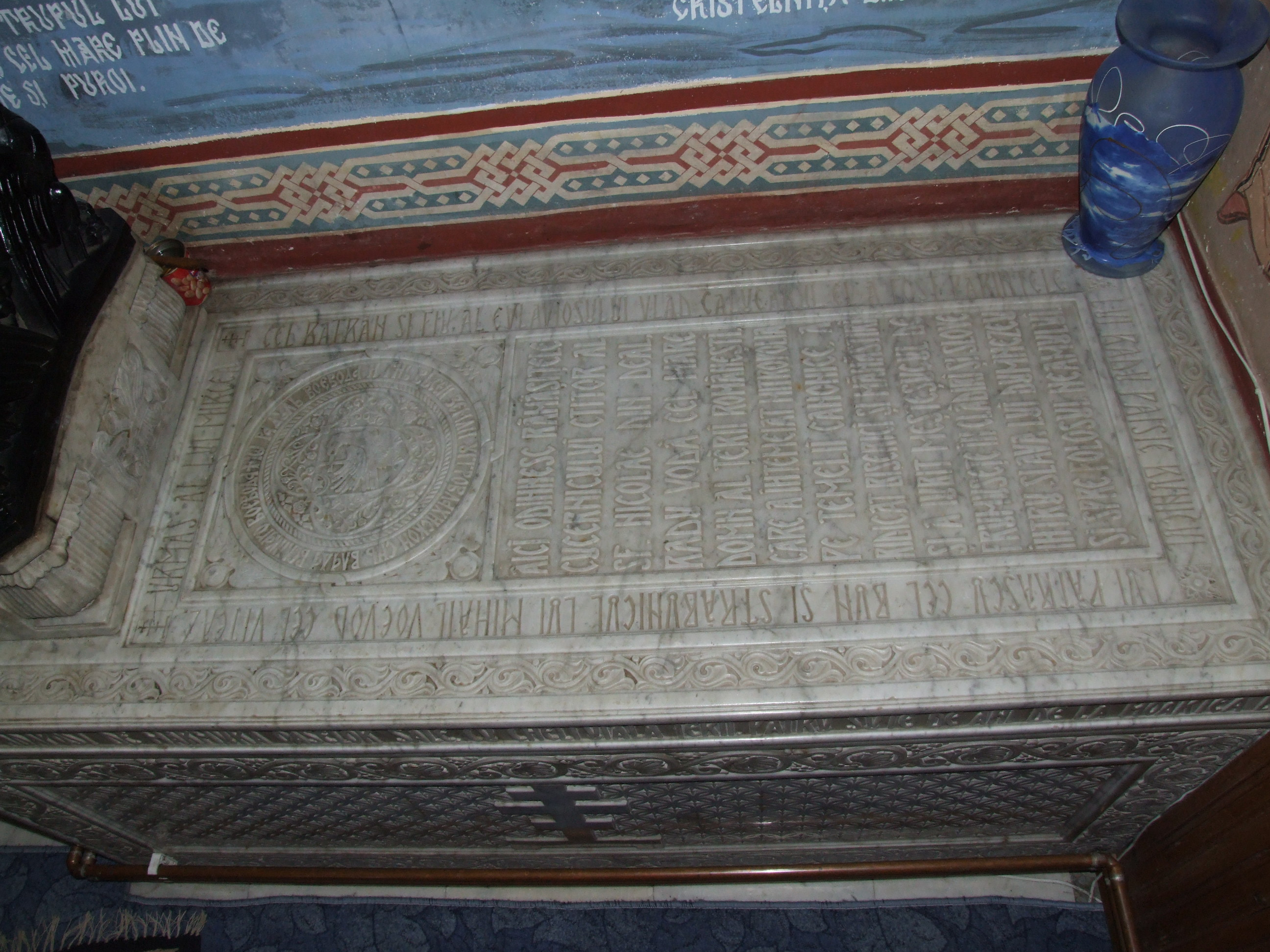
Sarcofagul lui Radu cel Mare de la Mănăstirea Dealu, Târgoviște
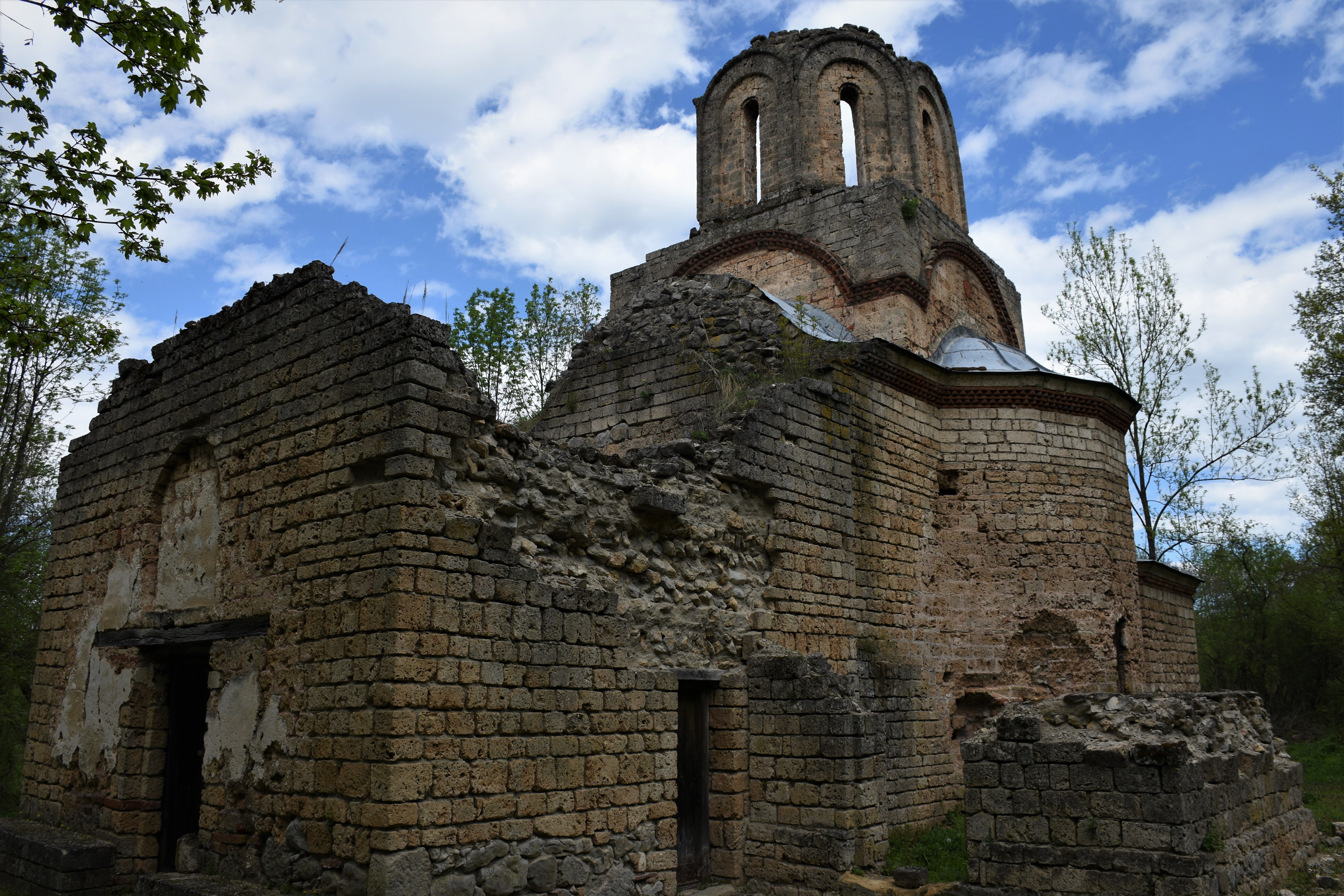
Biserica mănăstirii Lopușnia (Lapušnja), ctitorie a lui Radu cel Mare
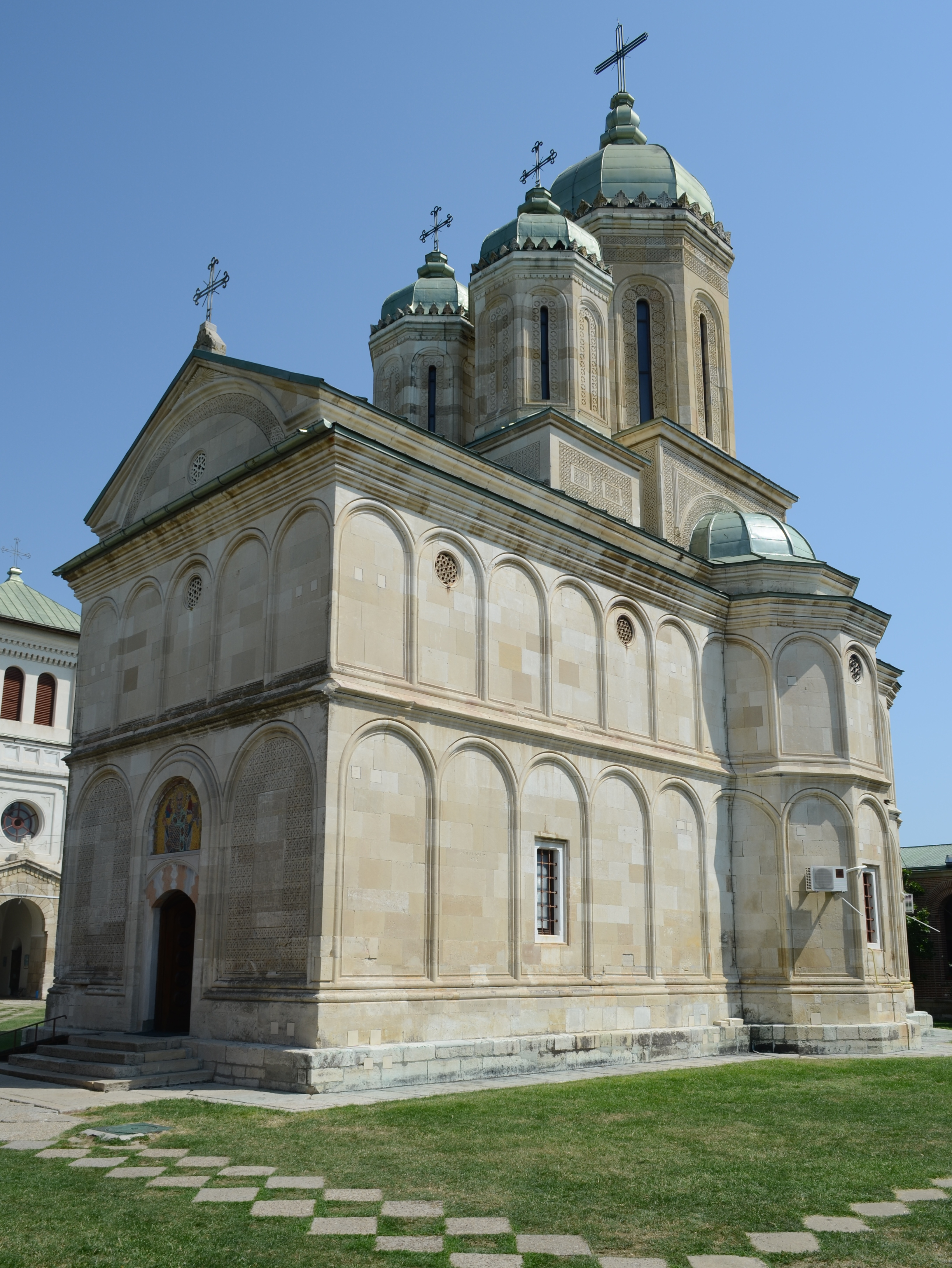
Biserica „Sf. Nicolae” a Mănăstirii Dealu, ctitorie a lui Radu cel Mare